# Montecarotto
Montecarotto is een gemeente in de Italiaanse provincie Ancona (regio Marche) en telt 2163 inwoners (31-12-2004). De oppervlakte bedraagt 24,1 km², de bevolkingsdichtheid is 90 inwoners per km².

## Demografie
Montecarotto telt ongeveer 849 huishoudens. Het aantal inwoners daalde in de periode 1991-2001 met 0,2% volgens cijfers uit de tienjaarlijkse volkstellingen van ISTAT.
| Jaar | Inwoneraantal |
| ---- | ------------- |
| 1991 | 2181          |
| 2001 | 2176          |

## Geografie
Montecarotto grenst aan de volgende gemeenten: Arcevia, Belvedere Ostrense, Ostra (AN).

## Galerij

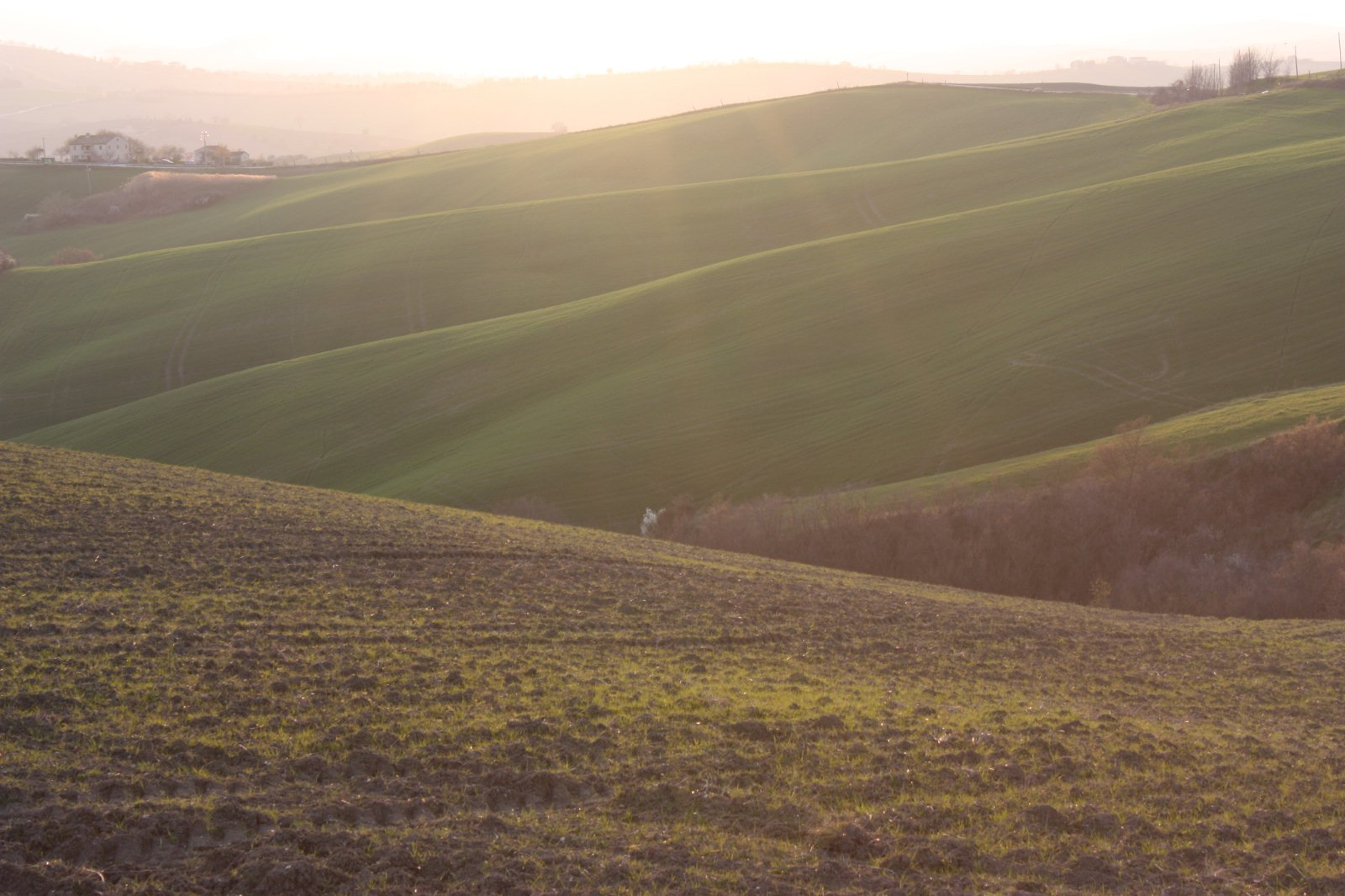
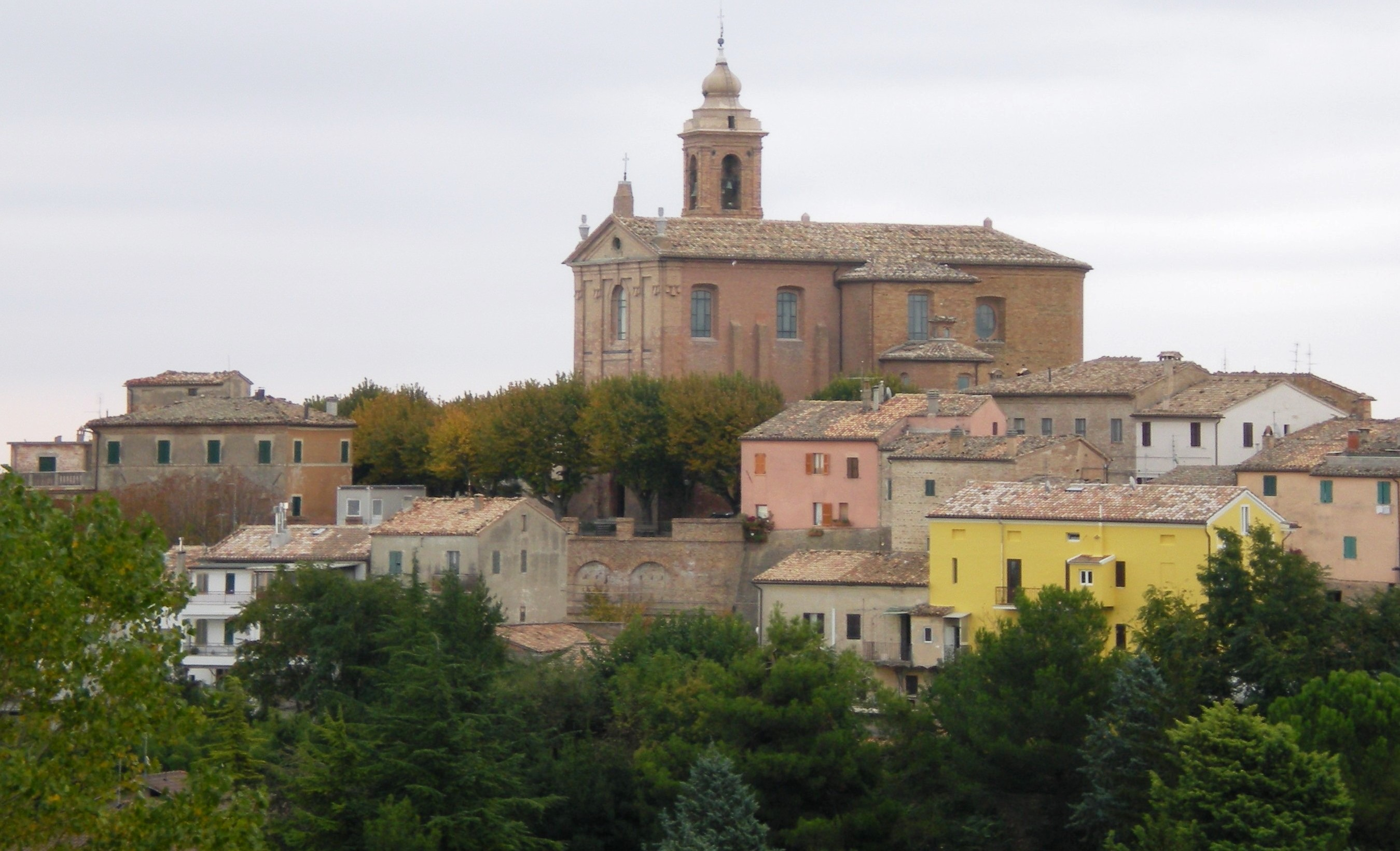
Kathedraal
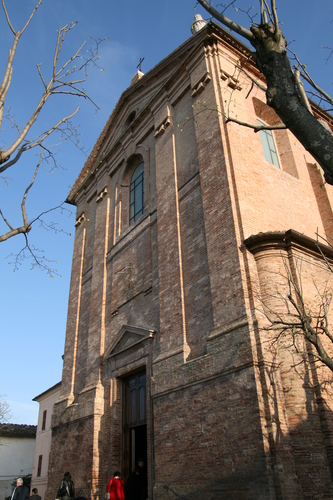
Kathedraal
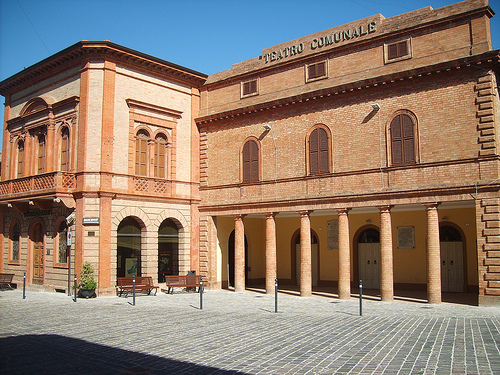
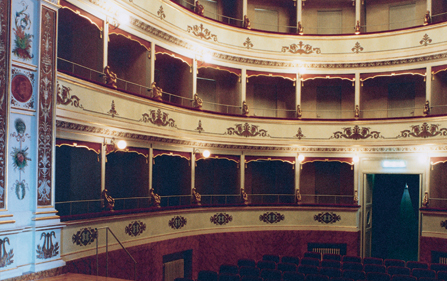